# Manoir du Vieux-Bourg
Le manoir du Vieux-Bourg est un édifice situé à La Grée-Saint-Laurent en France.

## Localisation
Le manoir est situé sur le territoire de la commune de La Grée-Saint-Laurent, au lieu-dit le Vieux-Bourg, dans le département du Morbihan en région Bretagne.

## Description
Le manoir du XVIe siècle, édifice à un étage carré construit en moellons sans chaîne en pierre de taille en granite et en schiste, toiture à longs pans, pignon couvert. Escalier hors-œuvre : escalier à vis sans jour

## Historique
Le manoir est inscrit à l'inventaire général du patrimoine culturel en 1990.